# 石原一郎
石原 一郎（いしはら いちろう、1899年〈明治32年〉5月18日 - 1972年〈昭和47年〉8月13日）は、日本の政治家。愛知県安城市長（2期）、愛知県議会議員（3期）、愛知県議会議長などを歴任した。

## 来歴
愛知県碧海郡古井村（現・安城市古井町）出身。1918年（大正7年）3月、愛知県安城農林学校（現・愛知県立安城農林高等学校）卒業。1919年（大正8年）3月に愛知県農事試験場（現・愛知県農業総合試験場）練習生を修了後、安城町実業補習学校の助教諭となる。
1938年（昭和13年）4月に碧海郡役所書記となり、1940年（昭和15年）7月に愛知県庁官房室に転じ、1941年（昭和16年）4月、碧海地方事務所に勤務。
1947年（昭和22年）4月、愛知県議会議員選挙の碧海郡選挙区（定数6）に無所属で立候補し、順位2位で初当選した。1951年（昭和26年）の県議選・碧海郡選挙区（定数4）には自由党公認で立候補し、トップ当選。1955年（昭和30年）の県議選は定数がさらに3に減ったが、順位2位で3期目の当選を果たす。
1957年（昭和32年）6月から1958年（昭和33年）6月まで県議会議長を務めた。
1959年（昭和34年）、安城市長選挙に立候補し現職の大見為次を破り初当選（市長選の結果は後述のとおり）。
安城市は1955年（昭和30年）4月1日、碧海郡明治村の一部、依佐美村の一部を編入。旧明治村の負債を引き受けたこともあり、1955年度の決算で財政赤字を計上することとなった。その後も容易に赤字は埋まらなかったため、石原は財政再建を第一に考え、1960年（昭和35年）、工場誘致条例を制定した。これにより東和精機、日本水産、愛知機器など数多くの工場の進出を促し、市は「日本デンマーク安城」から「工業都市安城」へと町づくりの方針を大きく旋回した。
1967年（昭和42年）、3選を狙うも落選。1972年（昭和47年）5月、安城市名誉市民に推挙された。同年8月13日に死去した。

## 市長選挙
1959年安城市長選挙
1959年（昭和34年）2月1日投開票。中垣国男や岡田菊次郎の支援を受けて立候補し、現職の大見為次を約4千200票差で敗り初当選した。
※当日有権者数：30,026人 最終投票率：93.11%（前回比： 0.24pts）
| 候補者名 | 年齢 | 所属党派 | 新旧別 | 得票数   | 得票率 | 推薦・支持 |
| -------- | ---- | -------- | ------ | -------- | ------ | ---------- |
| 石原一郎 | 59   | 無所属   | 新     | 16,007票 | 57.71% |            |
| 大見為次 | 64   | 無所属   | 現     | 11,728票 | 42.29% |            |

1963年安城市長選挙
1963年（昭和38年）2月3日投開票。元市議の柴田貞次を破り再選。
※当日有権者数：35,130人 最終投票率：81.19%（前回比： 11.92pts）
| 候補者名 | 年齢 | 所属党派 | 新旧別 | 得票数   | 得票率 | 推薦・支持 |
| -------- | ---- | -------- | ------ | -------- | ------ | ---------- |
| 石原一郎 | 63   | 無所属   | 現     | 16,325票 | 57.64% |            |
| 柴田貞次 |      | 不詳     | 新     | 11,999票 | 42.36% |            |

1967年安城市長選挙
1967年（昭和38年）2月4日投開票。中野四郎と浦野幸男の支援を受けた元県議の杉浦彦衛に敗れ落選。
※当日有権者数：41,306人 最終投票率：77.34%（前回比： 3.85pts）
| 候補者名 | 年齢 | 所属党派 | 新旧別 | 得票数   | 得票率 | 推薦・支持 |
| -------- | ---- | -------- | ------ | -------- | ------ | ---------- |
| 杉浦彦衛 | 62   | 無所属   | 新     | 17,481票 | 55.08% |            |
| 石原一郎 | 67   | 無所属   | 現     | 14,255票 | 44.92% |            |

1971年安城市長選挙
1971年（昭和46年）2月7日投開票。返り咲きを再び狙うも、杉浦との一騎打ちに敗れ落選。
※当日有権者数：60,203人 最終投票率：81.24%（前回比： 3.9pts）
| 候補者名 | 年齢 | 所属党派 | 新旧別 | 得票数   | 得票率 | 推薦・支持 |
| -------- | ---- | -------- | ------ | -------- | ------ | ---------- |
| 杉浦彦衛 | 65   | 無所属   | 現     | 25,944票 | 53.71% |            |
| 石原一郎 | 71   | 無所属   | 元     | 22,358票 | 46.29% |            |